# Lancashire Amateur League
La Lancashire Amateur Football League è una lega calcistica inglese fondata nel 1899. Attualmente la lega consiste in sette divisioni chiamate: Premier, One, Two, Three, Four, Five e Six. La Premier Division si trova al livello 13 del sistema calcistico inglese.
Le prime due squadre di ogni divisione vengono promossi alla divisione superiore e le ultime due squadre sono relegate alla divisione inferiore. Due squadre di uno stesso club generalmente non sono autorizzati a competere nella stessa divisione.

## Stagione 2014-2015
Queste sono le squadre per la stagione 2014-2015
| Premier Division             |
| ---------------------------- |
| Bury Grammar School Old Boys |
| Castle Hill                  |
| Failsworth Dynamos           |
| Horwich Victoria             |
| Howe Bridge Mills            |
| Little Lever Sports          |
| Mostonians                   |
| North Walkden                |
| Old Blackburnians            |
| Old Boltonians               |
| Old Mancunians               |
| Prestwich                    |
| Rochdale St. Clements        |
| Tottington United            |

| Division One                        |
| ----------------------------------- |
| Ainsworth                           |
| Blackrod Town                       |
| Bolton Wyresdale                    |
| Chaddertonians                      |
| Farnworth Town                      |
| Hesketh Casuals                     |
| Horwich Railway Mechanics Institute |
| Old Boltonians riserve              |
| Oldham Hulmeians                    |
| Roach Dynamos                       |
| Rochdale St.Clements riserve        |
| Rossendale                          |
| Tyldesley United                    |
| Wardle                              |

| Division Two                         |
| ------------------------------------ |
| Accrington Amateurs                  |
| Ashtonians                           |
| Bury Grammar School Old Boys riserve |
| Digmoor                              |
| Failsworth Dynamos riserve           |
| Little Lever Sports riserve          |
| Mostonians riserve                   |
| Old Blackburnians riserve            |
| Old Boltonians 'A'                   |
| Oldham Hulmeians riserve             |
| Radcliffe Town                       |
| Thornleigh                           |
| Whitworth Valley                     |

| Division Three            |
| ------------------------- |
| AFC Dobbies               |
| Bacup United              |
| Bolton Lads Club          |
| Castle Hill riserve       |
| Chaddertonians riserve    |
| Hesketh Casuals riserve   |
| Howe Bridge Mills riserve |
| Old Mancunians riserve    |
| Radcliffe Boys            |
| Radcliffe Town riserve    |
| Rochdale St. Clements 'A' |
| Thornleigh riserve        |

| Division Four                               |
| ------------------------------------------- |
| Accrington Amateurs riserve                 |
| Ainsworth riserve                           |
| Blackrod Town riserve                       |
| Bolton Wyresdale riserve                    |
| Farnworth Town riserve                      |
| Horwich Railway Mechanics Institute riserve |
| Horwich Victoria riserve                    |
| North Walkden riserve                       |
| Old Blackburnians 'A'                       |
| Old Mancunians 'A'                          |
| Rossendale riserve                          |
| Thornleigh 'A'                              |
| Wardle riserve                              |

| Division Five                    |
| -------------------------------- |
| Ashtonians riserve               |
| Bolton Wyresdale 'A'             |
| Bury Grammar School Old Boys 'A' |
| Hesketh Casuals 'A'              |
| Lymm                             |
| Mostonians 'A'                   |
| Old Boltonians 'B'               |
| Oldham Hulmeians 'A'             |
| Radcliffe Town 'A'               |
| Rochdale St. Clements 'B'        |
| Tottington United riserve        |
| Tyldesley United riserve         |

| Division Six                            |
| --------------------------------------- |
| AFC Dobbies riserve                     |
| Bolton Wyresdale 'B'                    |
| Bury Grammar School Old Boys 'B'        |
| Horwich Railway Mechanics Institute 'A' |
| Little Lever Sports Club 'A'            |
| Lymm riserve                            |
| Old Blackburnians 'B'                   |
| Old Mancunians 'B'                      |
| Oldham Hulmeians 'B'                    |
| Radcliffe Boys riserve                  |
| Radcliffe Town 'B'                      |
| Thornleigh 'B'                          |
| Whitworth Valley riserve                |